# Uru: Ages Beyond Myst
Uru: Ages Beyond Myst är en lite annorlunda Mystversion som släpptes 2003. Spelet är i realtids-3D, till skillnad från de tidigare delarna i datorspelsserien. 
Uru live var en tänkt multiplayerfunktion via internet som flera gånger försenades och till slut lades ner. Även nya åldrar att utforska var tänkta att läggas till, åldrar som inte kunde spelas annat än via internet. 
Uru har fått två expansionspaket, "The path of the shell" och "To D'ni", som är helt gratis. I februari 2007 lanserades internetversionen Myst Online: Uru Live.

## Handling
Den underjordiska civilisationen D'ni har kollapsat för mer än 250 år sedan, en tragisk händelse för denna högt stående kultur. Många av dess hemligheter låg gömda och glömda för världen. Men nu har de underjordiska gångarna återupptäckts och börjat utforskats. Många känner sig kallade att hjälpa till med återuppbyggnaden - inte minst du! 
The D'ni Restoration Council ([DRC]) bildades av arkeologer, ingenjörer och vetenskapsmän för att återuppbygga den raserade världen, åtminstone rent fysiskt. 
Yeesha, dotter till Atrus och Catherine, har lämnat inspelade meddelanden som hjälp för återuppbyggnaden. Hon såg som sin uppgift att på så sätt påverka uppbyggnaden. Många kände sig kallade att hjälpa till, men arbetet var inte så enkelt som det först verkade. Det verkar som om inte alla D'ni är så döda som man utgick från.